# Musée Erwin Hymer
Le musée Erwin Hymer a été inauguré le 29 octobre 2011. Il se trouve à Bad Waldsee dans l'arrondissement de Ravensbourg en Souabe supérieure.

## Musée
Le musée est situé au nord de Bad Waldsee, sur la B 30, en face des usines du constructeur de camping-cars Hymer. Il comprend une exposition permanente sur 6 000 m² et des expositions temporaires sur 1 000 m². Le musée abrite également un restaurant et un centre de conférences. Le hall du musée, qui s'étend sur deux étages, mesure 19 mètres de haut, 60 mètres de long et 60 mètres de profondeur. Un autre hall attenant, de plain-pied, mesure 75 mètres de long, 50 mètres de profondeur et 11 mètres de haut. Le coût total de la construction du musée a été estimé à 17 millions d'euros par la fondation Erwin Hymer.
L'exposition présente 80 caravanes, camping-cars, voitures et deux-roues historiques. Les visiteurs peuvent découvrir les destinations de ces véhicules parfois exotiques, mais aussi leur conception, leur développement et leur production. Il s'agit de productions propres à Hymer, mais aussi de nombreux fabricants presque tombés dans l'oubli, tels que Sportberger Wanderniere ou Land-Yacht L6. Outre les modèles presque exclusivement originaux, des répliques de véhicules dont l'original n'existe plus sont également exposées, comme par exemple la Dethleffs Wohnauto, la première caravane conçue et construite en Allemagne en 1931.

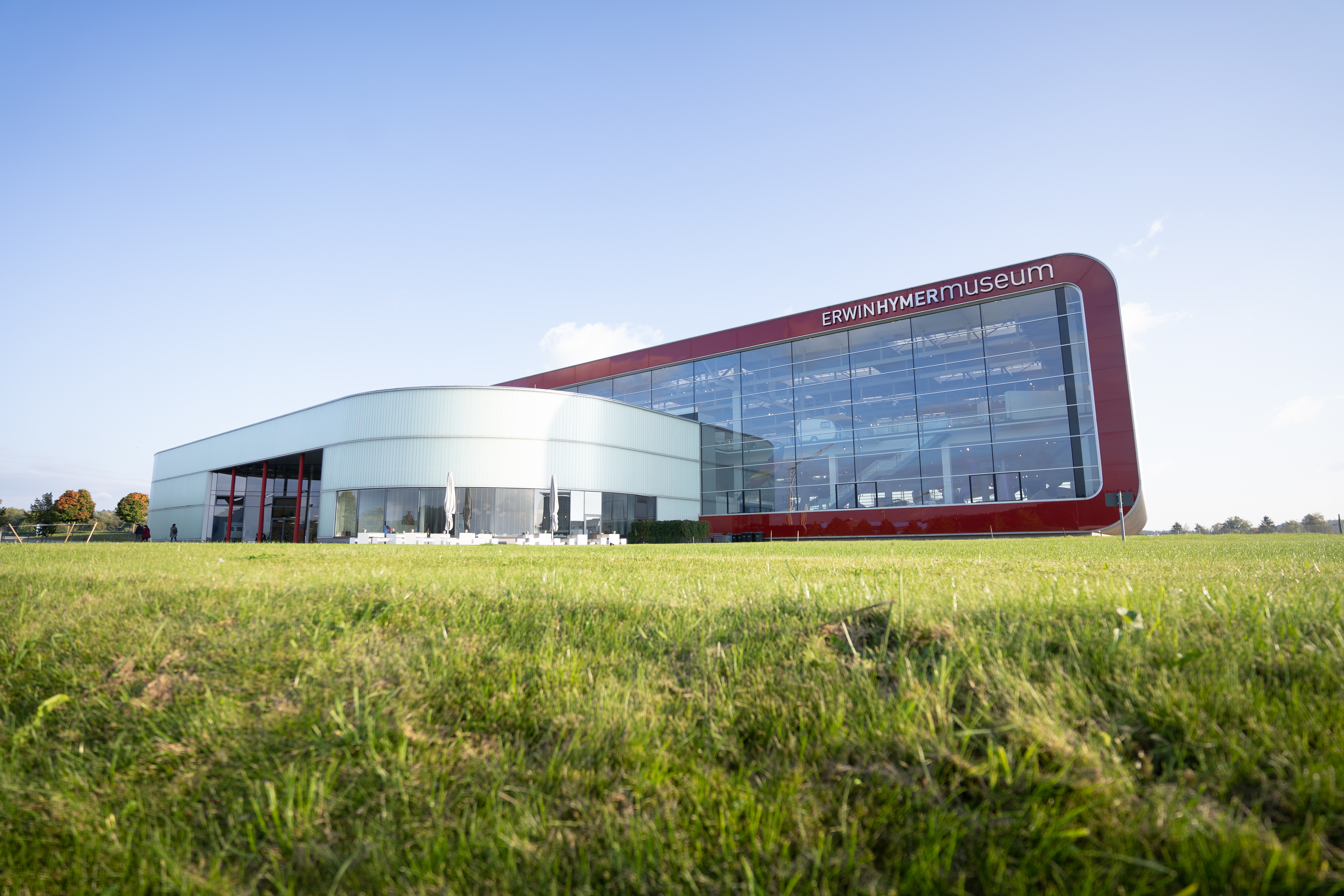

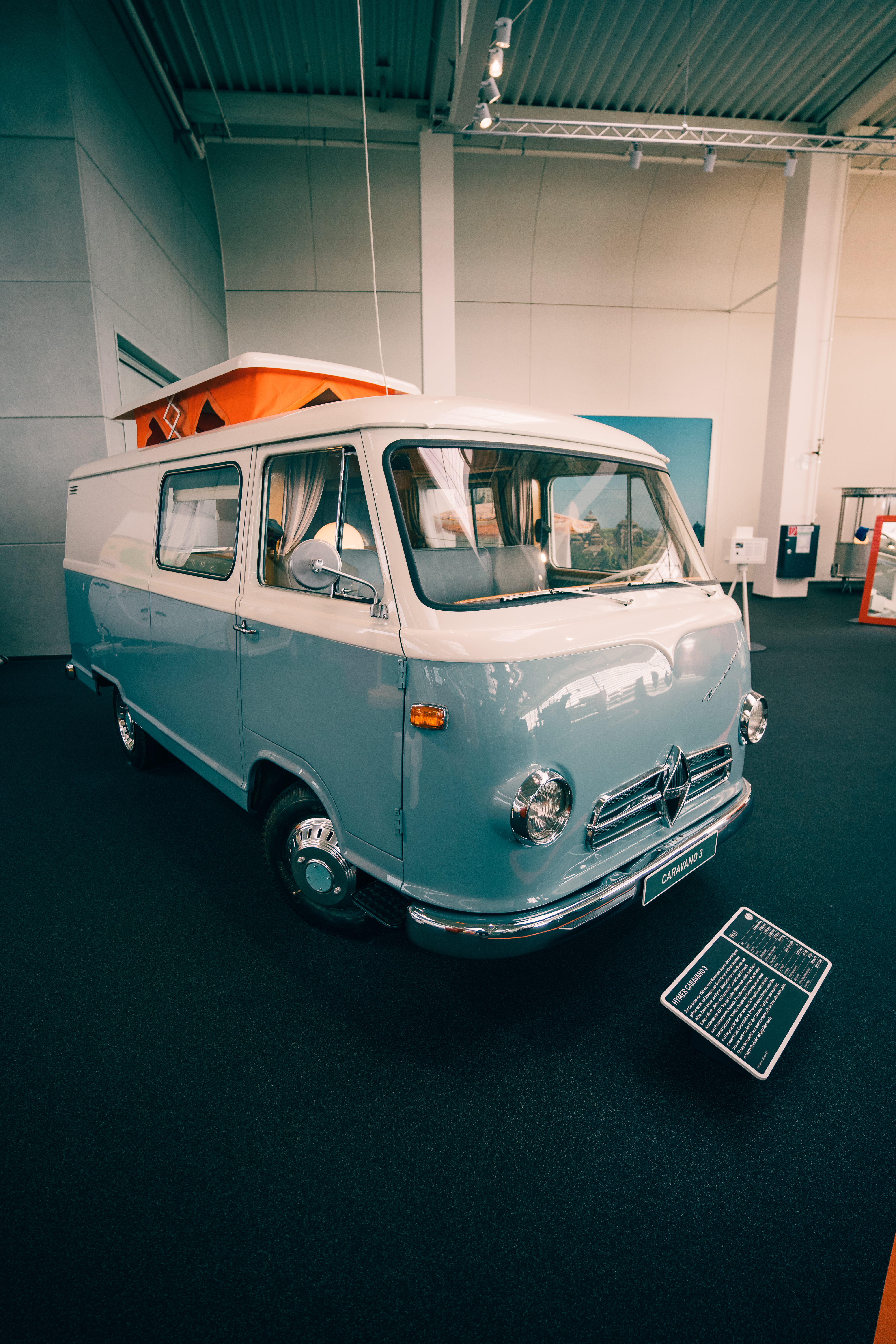

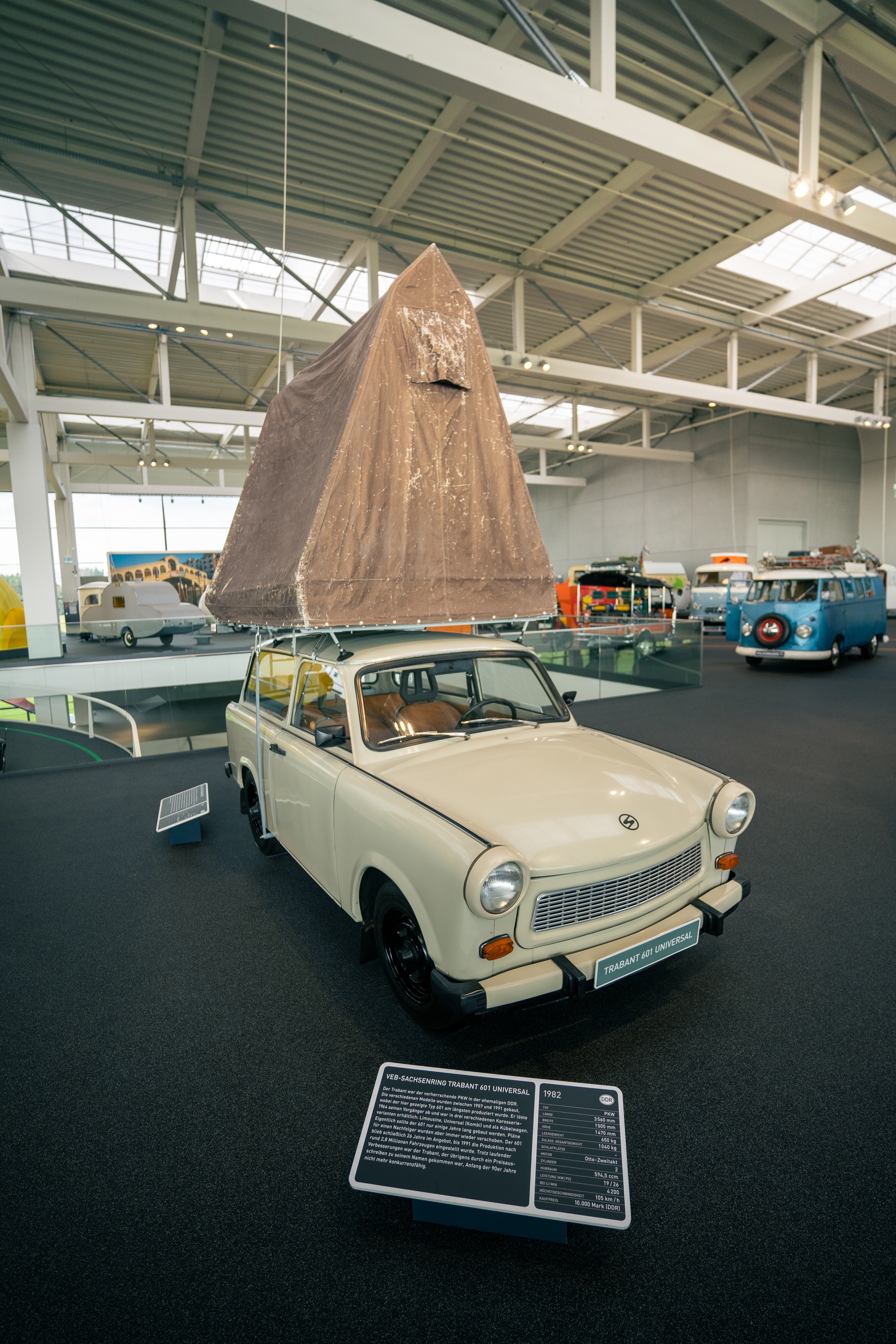

## Bibliographie

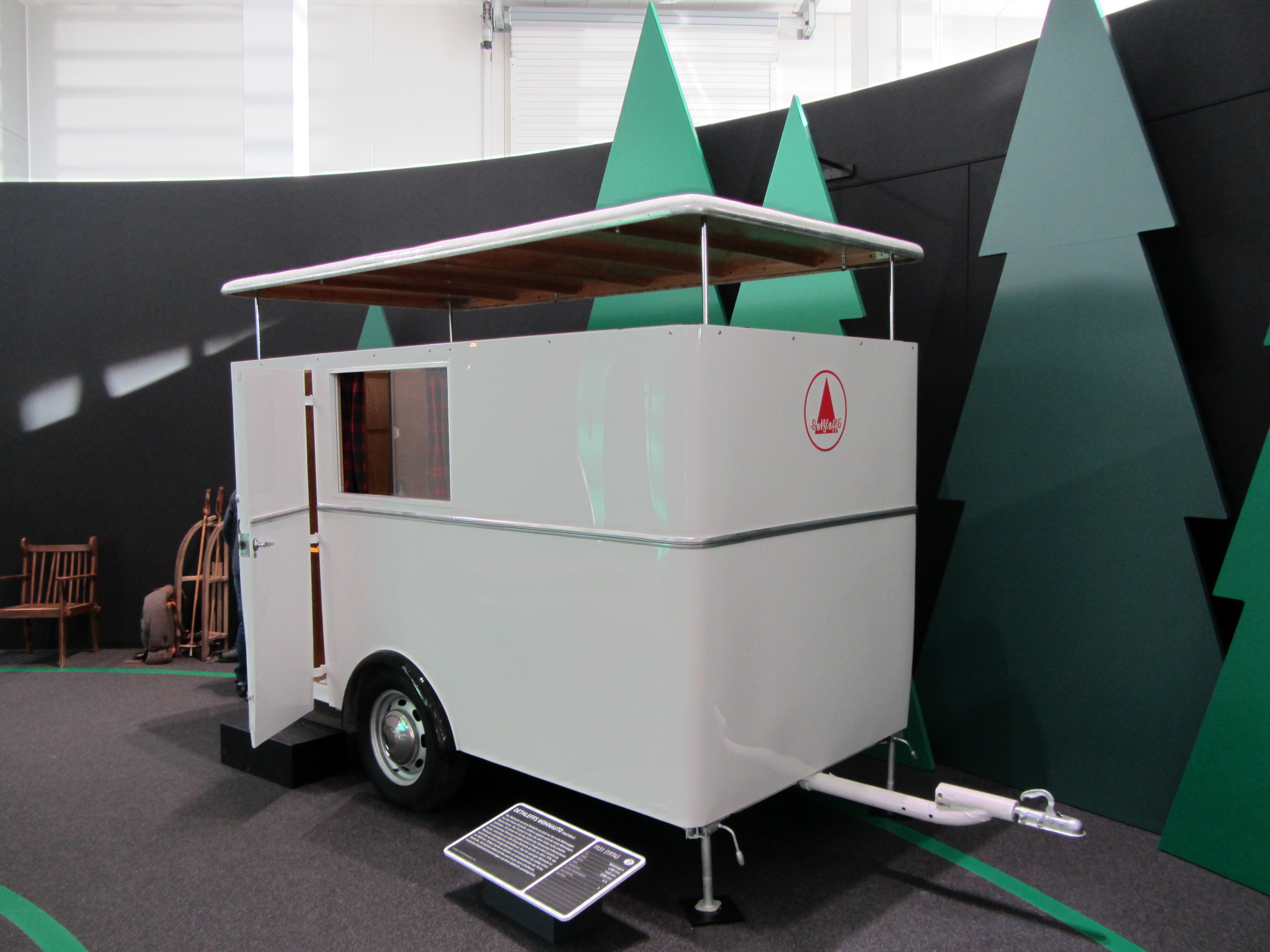
Caravane de Dethleff de l'année 1931 - Première caravane allemande (rénovation de 1974)

## Thèmes
- Alpes
- Italie
- Amérique du nord
- Inde
- Scandinavie
- Maroc
- France
- DDR